# Yanuv
Yanuv (hebreiska: ינוב) är en ort i Israel. Den ligger i distriktet Centrala distriktet, i den norra delen av landet. Yanuv ligger 58 meter över havet och antalet invånare är 794.
Terrängen runt Yanuv är platt. Runt Yanuv är det tätbefolkat, med 591 invånare per kvadratkilometer. Närmaste större samhälle är Netanya, 9,0 km väster om Yanuv. Trakten runt Yanuv består till största delen av jordbruksmark.